# Destutia simpliciaria
Destutia simpliciaria är en fjärilsart som beskrevs av Augustus Radcliffe Grote 1883. Destutia simpliciaria ingår i släktet Destutia och familjen mätare. Inga underarter finns listade i Catalogue of Life.